# SA-3 (Apollo)
Saturn SA-3 è stata una missione della NASA del programma Apollo per testare il razzo Saturn I.

## Scopi del lancio
Come nella missione precedente, gli stadi inerti sono stati riempiti con 95 tonnellate d'acqua e sono stati fatti esplodere negli strati superiori dell'atmosfera terrestre per studiare gli effetti sulle trasmissioni radio.

## Fonti
- (EN) NASA Apollo Mission SA-3, su science.ksc.nasa.gov. URL consultato il 29 agosto 2007 (archiviato dall'url originale il 15 giugno 2009).